# Тайдзин кёфусё
Тайдзин кёфусё  (яп. 対人恐怖症 тайдзин кё̄фусё̄, буквально «болезнь боязни межличностных отношений») — японский культуральный синдром. Впервые описан Сёмой Моритой в 1920-е годы.

## Наименование
Правильная транскрипция японского названия 対人恐怖症 (по системе Поливанова) — тайдзин кёфусё (либо с дополнительным обозначением долготы гласных: тайдзин кё̄фусё̄ или тайдзин кё: фусё:). Однако в литературе встречаются ошибочные варианты написания синдрома: «тайджин-киофу-шу» и «таджин киофушо».

## Клиническая картина
При синдроме тайдзин кёфусё больной испытывает сильный страх оскорбить окружающих и потерять положительное отношение и расположение к себе. При этом может наблюдаться страх оскорбить других своим поведением или неприличным выражением лица, каким-либо физическим недостатком, заиканием, потливостью или покраснением лица. Симптомы этого заболевания включают в себя избегание социальной активности, учащённое сердцебиение, одышку, дрожь и приступы паники при нахождении среди людей.
Страдающие тайдзин кёфусё боятся, что они оскорбят или смутят других, в то время как страдающие социофобией (по критериям DSM-IV) опасаются, что они опозорятся сами.
Человек с этим синдромом пытается контролировать все свои реакции, включая непроизвольные, боится покраснеть или вспотеть, но так как это не всегда удаётся, начинает проявляться избегающее поведение, что и приводит к социальной изоляции.
Также люди, страдающие тайдзин кёфусё, могут жаловаться на боли во внутренних органах, повышенную утомляемость, бессонницу, гипотимию.
У тайдзин кёфусё имеется две культурно-обусловленные формы: «оскорбительный тип», при котором человек боится оскорбить своим видом, запахом или действием другого, и «сензитивный тип», при котором наблюдается сильная социальная чувствительность и тревога по поводу межличностных отношений.
Чаще всего заболевание встречается у молодых. Типичный возраст возникновения тайдзин кёфусё в Японии — подростковый и ранний взрослый.

## Распространённость
Диагноз тайдзин кёфусё является третьим по распространённости в психиатрических клиниках Японии и составляет 7—46 % от общего числа.
Клинические данные из Японии показывают, что этот диагноз получает больше мужчин, чем женщин.

## Подтипы
Официальная японская классификация болезней подразделяет тайдзин кёфусё на следующие подтипы:
- Сэкимэн-кёфу (赤面恐怖), боязнь покраснеть на людях (эритрофобия);
- Сюбо-кёфу (醜貌恐怖), боязнь физических недостатков (дисморфофобия);
- Дзикосисэн-кёфу (自己視線恐怖), боязнь зрительного контакта;
- Дзикосю-кёфу (自己臭恐怖), боязнь иметь неприятный запах тела (обонятельное расстройство[8]).

Также выделяются типы в зависимости от тяжести заболевания:
- Транзиторный. Недолгий по продолжительности и умеренной тяжести. Чаще встречается у подростков, но может появиться в любом возрасте.
- Фобический. Самый распространённый тип, наиболее схож с социофобией.
- Бредовый. Включает обеспокоенность воображаемым или преувеличенным дефектом или особенностью своего тела.
- Фобический, коморбидный с шизофренией. Наиболее тяжёлый случай.

## Классификация

### МКБ-10
В Международной классификации болезней 10-го пересмотра (МКБ-10) тайдзин кёфусё не выделяется отдельно. В «приложении 2» рекомендуют использовать код F40.1 (социальные фобии) или F40.8 (другие тревожно-фобические расстройства) при присутствии многих других страхов.

### DSM-5
В американском Диагностическом и статистическом руководстве по психическим расстройствам 5-го издания (DSM-5) указаны отдельные элементы, входящие в синдром тайдзин кёфусё («связанные состояния»): социальное тревожное расстройство (социальная фобия), обсессивно-компульсивное расстройство, дисморфофобия, бредовое расстройство и обонятельное расстройство.
Подтипы сюбо-кёфу и дзикосю-кёфу кодируются рубрикой 300.3 (F42) — «другое уточнённое обсессивно-компульсивное и связанное расстройство» (англ. Other Specified Obsessive-Compulsive and Related Disorder).

## Похожие синдромы
Похожий синдром встречается в Корее и в других культурах, в которых ценится скромность и принято привлекать особое внимание к контролю за социальным поведением в иерархических межличностных отношениях. В Корее аналогичный синдром называется тэингонпхо (кор. 대인공포, буквально «межличностный страх»).

## Лечение
Используются антидепрессанты, например милнаципран, хорошо показавший себя при лечении социофобии.
Стандартное японское лечение таких психических расстройств — морита-терапия, разработанная Сёмой Моритой в 1910-х годах для лечения как тайдзин кёфусё, так и синкэйсицу (яп. 神経質 «нервозность»).

## В искусстве
- В романе бельгийской писательницы Амели Нотомб «Страх и трепет» присутствует опосредованное описание данного явления[источник не указан 3066 дней]. Мори Фубуки, офисная работница японской компании, панически стыдится собственных естественных запахов, вызванных потоотделением, происходящим каждый раз при встрече с симпатичным ей мужчиной[источник не указан 3066 дней].
- Одноимённая композиция швейцарской пост-рок-группы The Evpatoria Report.